# Нова Михайлівка (Рибницький район)
Нова Михайлівка (рос. Новая Михайловка; рум. Mihailovca Nouă) — село в Рибницькому районі в Молдові (Придністров'ї).
Згідно з переписом населення 2004 року у селі проживало 62,9% українців.